# 小刺山柑
小刺山柑（學名：Capparis micracantha）又名小刺槌果藤、海南槌果藤、牛眼睛，为山柑科山柑属的植物。分布在柬埔寨、马来西亚、老挝、泰国、越南、菲律宾、缅甸、印度尼西亚以及中国大陆的云南、海南、广西等地，生长于海拔1,500米的地区，一般生长在森林和灌丛中，目前尚未由人工引种栽培。

## 异名
- Capparis liangii Merr.

## 變種
Capparis micracantha var. henryi，台灣稱為小刺山柑。